# スティリアニ・パパドプル
スティリアニ・"ステラ"・パパドポウロウ（Stiliani Papadopoulou、ギリシア語: Στυλιανή "Στέλλα" Παπαδοπούλου、1982年3月15日 - ）は、ギリシャのテッサロニキ出身の女子ハンマー投選手。
2004年のアテネオリンピックやヘルシンキで行われた2005年世界陸上選手権に参加した。2008年の北京オリンピックにも参加した。予選の2投目69メートル36センチを投げ、Aグループ最下位ながら予選を突破、しかし決勝では思うような記録を残せず64メートル97センチに終わりメダル獲得はならなかった。
彼女のベスト記録は2008年7月にギリシャのニキチで投げた72メートル10センチの記録で現在のギリシャの国内記録となっている